# Fatehgarh
Fatehgarh là một thị xã quân sự (cantonment) của quận Farrukhabad thuộc bang Uttar Pradesh, Ấn Độ.

## Địa lý
Fatehgarh có vị trí 27°22′B 79°38′Đ / 27,37°B 79,63°Đ Nó có độ cao trung bình là 138 mét (452 feet).

## Nhân khẩu
Theo điều tra dân số năm 2001 của Ấn Độ, Fatehgarh có dân số 14.682 người. Phái nam chiếm 60% tổng số dân và phái nữ chiếm 40%. Fatehgarh có tỷ lệ 76% biết đọc biết viết, cao hơn tỷ lệ trung bình toàn quốc là 59,5%: tỷ lệ cho phái nam là 83%, và tỷ lệ cho phái nữ là 65%. Tại Fatehgarh, 12% dân số nhỏ hơn 6 tuổi.